# Dicranomyia (Dicranomyia) maderensis
Dicranomyia (Dicranomyia) maderensis is een tweevleugelige uit de familie steltmuggen (Limoniidae). De soort komt voor in het Palearctisch gebied.